# Oplurus
Oplurus es un género de lagartos de la familia Opluridae.
Se distribuyen por Madagascar y el archipiélago de las Comoras.

## Lista de especies
Se reconocen las siguientes:
- Oplurus cuvieri (Gray, 1831)
- Oplurus cyclurus (Merrem, 1820)
- Oplurus fierinensis Grandidier, 1869
- Oplurus grandidieri (Mocquard, 1900)
- Oplurus quadrimaculatus Duméril & Bibron, 1851
- Oplurus saxicola Grandidier, 1869